# Beiers voetbalkampioenschap 1932/33
In 1932/33 werd het 23ste en laatste Beiers voetbalkampioenschap gespeeld, dat georganiseerd werd door de Zuid-Duitse voetbalbond. 
1. FC Nürnberg werd kampioen van Noord-Beieren en Bayern München van Zuid-Beieren. Net als de twee vicekampioenen namen ze deel aan de Zuid-Duitse eindronde. SV 180 München werd groepswinnaar en verloor de wedstrijd om de algemene titel van FSV Frankfurt, maar mocht wel aantreden in de eindronde om de landstitel. Nürnberg en SpVgg Fürth eindigden gedeeld tweede. Er kwam een play-off tussen de twee die door Fürth gewonnen werd met 2:4. In de laatste kwalificatie voor deelname aan de eindronde om de landstitel verloor de club met 1:0 van Eintracht Frankfurt.
Na overwinningen op VfL Benrath en Beuthener SuSV 09 werd SV 1860 München door FC Schalke 04 verslagen in de nationale eindronde.  
Na dit seizoen kwam de Nationaalsocialistische Duitse Arbeiderspartij aan de macht en werd de competitie grondig geherstructureerd. De overkoepelende voetbalbonden werden afgeschaft en ruimden plaats voor 16 Gauliga's. Hoewel dit voor vele competities in het land een ingrijpende verandering was betekende dit voor de Beierse clubs een terugkeer naar een éénvormige competitie zoals die tussen 1923 en 1927 bestond. De twee clubs uit Ulm verhuisden naar de Gauliga Württemberg. Hoewel VfR Fürth zich sportief kwalificeerde kreeg FV 04 Würzburg de voorkeur omdat Fürth met SpVgg Fürth al een vertegenwoordiger had in de Gauliga. 

## Bezirksliga

### Noord-Beieren
| Plaats | Club                  | Wed. | W  | G | V  | Saldo | Ptn.  |
| ------ | --------------------- | ---- | -- | - | -- | ----- | ----- |
| 1.     | 1. FC Nürnberg        | 18   | 17 | 1 | 0  | 68:19 | 35:1  |
| 2.     | SpVgg Fürth           | 18   | 13 | 2 | 3  | 60:18 | 28:8  |
| 3.     | 1. FC Schweinfurt 05  | 18   | 12 | 1 | 5  | 30:20 | 25:11 |
| 4.     | 1. FC 1910 Bayreuth   | 18   | 8  | 3 | 7  | 32:43 | 20:03 |
| 5.     | ASV 1928 Nürnberg     | 18   | 9  | 0 | 9  | 41:37 | 18:18 |
| 6.     | VfR Fürth             | 18   | 8  | 2 | 8  | 34:39 | 18:18 |
| 7.     | 1. FV 1904 Würzburg   | 18   | 6  | 3 | 9  | 49:48 | 15:21 |
| 8.     | SC Germania Nürnberg  | 18   | 3  | 4 | 11 | 29:43 | 10:22 |
| 9.     | FC Würzburger Kickers | 18   | 3  | 2 | 12 | 27:51 | 8:24  |
| 10.    | SpVgg 04 Erlangen     | 18   | 2  | 0 | 16 | 20:72 | 4:28  |

|  | Geplaatst voor Zuid-Duitse eindronde en Gauliga Bayern 1933/34 |
|  | Geplaatst voor Zuid-Duitse eindronde en Gauliga Bayern 1933/34 |
|  | Geplaatst voor Gauliga Württemberg 1933/34                     |
|  | Degradatie naar Bezirksliga Bayern                             |

### Zuid-Beieren
| Plaats | Club                  | Wed. | W  | G | V  | Saldo | Ptn.  |
| ------ | --------------------- | ---- | -- | - | -- | ----- | ----- |
| 1.     | FC Bayern München     | 18   | 13 | 4 | 1  | 63:14 | 30:6  |
| 2.     | SV 1860 München       | 18   | 10 | 3 | 5  | 62:28 | 23:13 |
| 3.     | DSV München           | 18   | 7  | 4 | 7  | 39:42 | 18:18 |
| 4.     | Ulmer FV 1894         | 18   | 7  | 4 | 7  | 40:43 | 18:18 |
| 5.     | 1. SSV Ulm            | 18   | 6  | 5 | 7  | 35:45 | 17:19 |
| 6.     | FC Wacker München     | 18   | 5  | 6 | 7  | 28:34 | 16:20 |
| 7.     | SSV Schwaben Augsburg | 18   | 6  | 4 | 8  | 37:44 | 16:20 |
| 8.     | FC Teutonia München   | 18   | 6  | 4 | 8  | 22:30 | 16:20 |
| 9.     | SpB Jahn Regensburg   | 18   | 3  | 7 | 8  | 25:27 | 13:23 |
| 10.    | SpVgg Landshut        | 18   | 5  | 3 | 10 | 27:71 | 13:23 |